# Ургентни центар (српска ТВ серија)
Ургентни центар (УЦ) је српска телевизијска серија која се приказује од 6. октобра 2014. на телевизији Прва. Представља обраду америчке серије Ургентни центар.

## О серији
Радња серије се углавном одвија на Ургентном одељењу Ургентног центра у Београду. Познату музичку тему која је коришћена за шпицу компоновао је Џејмс Њутoн Хауард, а први пут је коришћена у изворној серији америчке телевизијске станице NBC.

## Улоге
- Марко Јањић као др Марко Павловић  (сезоне 1−2)
- Тамара Крцуновић као Милица Лукић (сезоне 1−2)
- Катарина Радивојевић/Милица Јанкетић као Катарина Грујић (сезоне 1−2)
- Иван Босиљчић као Немања Арсић
- Зинаида Дедакин као Љиљана Хаџић  (главни: сезоне 1−2; епизодни: сезоне 3− )
- Иван Јевтовић као Рефик Петровић (сезоне 1−4)
- Даница Максимовић као Даница Симић (сезона 1)
- Власта Велисављевић као Господин Андрић (сезона 1)
- Стефан Бундало као Мишко (сезона 1)
- Бојан Перић/Миодраг Драгичевић као Никола Ристић (сезоне 1−2)
- Мики Манојловић као Лазар Шћепановић (сезоне 1−2)
- Дубравка Мијатовић као Сара Коларов (сезоне 2−4)
- Немања Јаничић као Љубомир Марковић (главни: сезона 2; епизодни: сезоне 3− )
- Драган Мићановић као Алекса Радак (сезоне 3−4)
- Слобода Мићаловић као Марта Вуковић (сезона 3)
- Бане Видаковић као Димитрије Принцип (главни: сезона 3; епизодни: сезоне 2 и 4)
- Марија Вицковић као Симонида Коњовић (сезона 3−4)
- Дубравка Ковјанић/Ивана Дудић/Марина Ћосић као Наташа Бајић (главни: сезона 3; епизодни: сезоне 1−2)
- Петар Митић/Никола Вујовић као Максим Ускоковић(главни: сезоне 3−4; епизодни: сезона 2)
- Иван Ђорђевић Џуди као Лука Ковач (сезона 3)
- Оља Левић као др Тамара Мацановић (сезоне 3−4)
- Милена Живановић као Вања Кокотовић (главни: сезона 4; епизодни: сезона 3)
- Милица Мајкић као Викторија-Бела Маровић (главни: сезона 4; епизодни: сезоне 1−3)
- Магдалена Мијатовић као Софија Крунић (сезона 4)
- Ђорђе Митровић као Милан Галовић (сезона 4)
- Александар Радојичић као Вук Тешић (сезона 4)
- Маја Манџука као Андреа Марков (сезона 4)
- Александар Димитријевић као Ђорђе Предић (сезона 4)
- Бранкица Себастијановић као Маја Регодић (сезона 4)
- Мирка Васиљевић као Сташа Тагић (сезона 4)

## Епизоде
| Сезона | Сезона | Епизоде | Епизоде | Оригинално емитовање | Оригинално емитовање |
| Сезона | Сезона | Епизоде | Епизоде | Премијера            | Финале               |
| ------ | ------ | ------- | ------- | -------------------- | -------------------- |
|        | 1.     | 16      | 16      | 6. октобар 2014.     | 2. фебруар 2015.     |
|        | 2.     | 60      | 60      | 17. септембар 2018.  | 4. јун 2019.         |
|        | 3.     | 70      | 70      | 15. септембар 2020.  | 26. мај 2021.        |
|        | 4.     | 100     | 100     | 14. септембар 2023.  | 18. март 2025.       |

## Међународно приказивање
| Држава              | Телевизија           | Приказивање (сезона 1)             | Приказивање (сезона 2)             | Приказивање (сезона 3)             | Приказивање (сезона 4)              |
| ------------------- | -------------------- | ---------------------------------- | ---------------------------------- | ---------------------------------- | ----------------------------------- |
| Србија              | Прва                 | 6. октобар 2014 — 5. фебруар 2015. | 17. септембар 2018 — 4. јун 2019.  | 15. септембар 2020 — 26. мај 2021. | 14. септембар 2023 — 18. март 2025. |
| Црна Гора           | Прва ЦГ              | 6. октобар 2014 — 5. фебруар 2015. | 24. септембар 2018 — 11. јун 2019. | 15. септембар 2020 — 26. мај 2021. | 14. септембар 2023 — август 2024.   |
| Хрватска            | РТЛ                  | 4. мај 2015 — 28. мај 2015.        | /                                  | /                                  |                                     |
| Босна и Херцеговина | Федерална телевизија | 18. фебруар 2019 — 13. март 2019.  | 14. март 2019 — 14. јул 2019.      | 26. јануар 2021 — 28. јун 2021.    |                                     |
| Босна и Херцеговина | РТВ БН               | 18. фебруар 2019 — 11. март 2019.  | 12. март 2019 — 4. јун 2019.       | 21. јун 2021 — октобар 2021.       | 1. јануар 2023 — август 2024.       |